# Bommersvik
Bommersvik är en konferensanläggning som ägs av Sveriges socialdemokratiska ungdomsförbund (SSU), och som ligger i Turinge socken vid sjön Yngern, utanför Södertälje.

## Utbildning

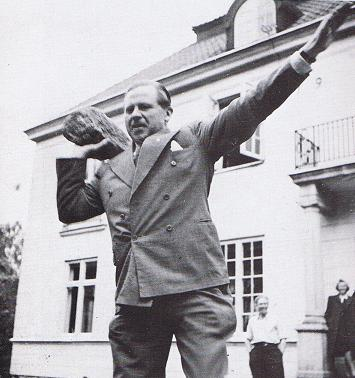
Sveriges dåvarande finansminister Gunnar Sträng på Bommersvik, 1958.

Kursgården bildades för att SSU och Sveriges socialdemokratiska arbetareparti (SAP, Socialdemokraterna) ville kunna utbilda nästa generations fackliga och politiska ledare. Där utbildas socialdemokratiska ungdomar i såväl politiska ämnen som fackliga avtal och lagar.
Idag hålls många populära kurser där varje år som handlar om olika politiska ämnen. Kursledarna är olika och beroende på vilket innehåll kursen har anlitas olika personer från arbetarrörelsen för att hålla föredrag för kursdeltagarna. Det är inte ovanligt att Sveriges statsminister (när det är en socialdemokratisk regering) eller något av statsråden i det aktuella ämnet kommer på besök.
Även utländska föreläsare besöker skolan, som till exempel Willy Brandt som föreläste den 1 december 1940 om socialdemokraternas problem i Nazityskland och de ockuperade staterna.
Under 1990-talet tog man beslut om att organisationer och företag utanför arbetarrörelsen också skulle vara välkomna till anläggningen. Bommersvik Konferens utsågs till vinnare i kategorin Bästa totalupplevelse när Congrex delade ut Stora konferenspriset för 2010.
År 2009 startas Campus Bommersvik som är ett centrum för kvalificerad utbildning, kompetensutveckling, kunskapsöverföring och arbetsmarknadsvalidering. Genom samarbeten med bland annat Uppsala universitet, IFL Education vid Handelshögskolan i Stockholm och Berghs School of Communication skräddarsys spetsutbildningar för förtroendevalda och anställda i framför allt ideella organisationer.
År 2011 startas Bommersviksakademien, som är ett samarbete mellan SSU, Socialdemokraterna och LO inom ramen för Campus Bommersvik. Bommersviksakademien är en årslång utbildning för framtidens ledare i arbetarrörelsen.

## Historia

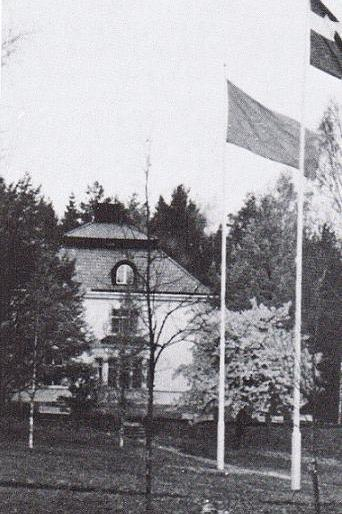
Överste Lundeberg fick ett löfte om att den svenska flaggan alltid skulle hissas då SSU:s flagga hissades. Detta löfte har hållits av SSU.

1934 började tankarna på en förbundsskola och när Ivan Ohlson blivit inspirerad efter en studieresa i Nederländerna och Belgien 1936 påbörjades arbetet att hitta en lämplig byggnad. Detta var naturligt för SSU eftersom partiet redan hade en skola, Brunnsviks folkhögskola i Ludvika. En sensommardag åkte Ivan Ohlson till Bommersvik med sina vackra omgivningar och 1937 togs det formella beslutet. Ivan Ohlson anses vara Bommersviks skapare.
Genom en insamling bland medlemmarna och andra organisationer inom arbetarrörelsen, bland annat de socialdemokratiska kvinnorna, partiet och fackföreningar, kunde gården köpas av den pensionerade översten Gerdt Lundeberg,  f.ö. son till den tidigare statsministern Christian Lundeberg. Han tyckte dock att det var känsligt att sälja till SSU så formellt köpte Ivan Ohlson gården för 127 000 kronor och en handpenning på 20 000 vilket var mycket pengar på den tiden. Överste Lundeberg fick även ett löfte om att den svenska flaggan alltid skulle hissas då SSU:s flagga hissades. Detta löfte har hållits av SSU.
Invigningen hölls 14 september 1937 då omkring 800 SSU:are närvarade. Det var också stor pressbevakning av bland annat Dagens Nyheter och Social-Demokraten. Algot Andersson blev den förste föreståndaren på skolan.
En annan viktigt händelse var då Tage Erlander efter sin avgång 1969 som partiledare och statsminister fick en hedersbostad på Bommersvik. Huset kallas än idag för "Erlandervillan". Där levde han och hans fru Aina fram till hans död 1985.
År 2000 tog man beslut om att organisationer och företag utanför arbetarrörelsen skulle kunna hyra konferenslokal på skolan. Förbundsskolan Bommersvik ombildades till Bommersvik Konferens AB,  vilket gjorde att även företag, privatpersoner, statliga verk, intresseorganisationer och föreningar kan besöka och hyra in sig på anläggningen.

## Föreståndare/rektor/VD
| Föreståndare/rektor/VD            | Period                            |
| Algot Andersson                   | 28 juni 1937 - 30 juni 1944       |
| Stig Lundgren                     | 1 juli 1944 - 31 december 1949    |
| Sven Erik Rosander                | 1 januari 1950 - 31 december 1955 |
| Kurt Ward                         | 1 januari 1956 - 31 december 1958 |
| Kurt Axelsson                     | 1 januari 1959 - 31 oktober 1964  |
| Leif Andersson                    | 1 november 1964 - 1 oktober 1965  |
| Ola Rask                          | 1 november 1965 - 30 april 1968   |
| Åke Edin                          | 1 maj 1968 - 1 mars 1974          |
| Bertil Stockhaus                  | 1 mars 1974 - 28 februari 1981    |
| Roger Möller                      | 1 mars 1981 - 30 september 1984   |
| Leif Berglund                     | 1 oktober 1984 - 31 juli 1990     |
| Niklas Rengen                     | 1 aug 1990 - 31 dec 1994          |
| Håkan Lundberg (numera Alnebratt) | 1995-1998                         |
| Mona Sahlin                       | 1998-1998                         |
| Annelie Karlsson-Lenksjö          | 1998-2008                         |
| Malin Ramström                    | 2008-2015                         |
| Eva Larsson                       | 2015                              |
| Jeanette Svensson                 |                                   |

## Kulturskatter

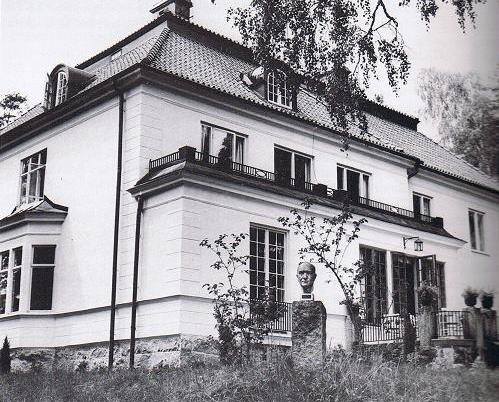
Byst av Per Albin Hansson, som uppfördes för att hedra hans minne.

Socialdemokratiska statsministrar har låtit gåvor de fått på sina utlandsresor finnas på skolan för att utsmycka den. Bland annat har Olof Palme tagit ett flertal vaser från Mingdynastin till skolan, en uppstoppad tiger, guldstaty av en inkagud. Den kanske mest kontroversiella var en gåva från Nordvietnam, nämligen vrakdelar från ett nedskjutet amerikanskt flygplan från Vietnamkriget. Detta vrak finns i en monter på skolan.
På skolan finns också tavlor av kända konstnärer som gjorde samhällskritiska motiv och där finns även porträtt av kända socialdemokrater. Där finns också ett stort bibliotek med böcker om politik och även från författare som beskriver arbetarnas liv i Sverige, så kallade proletärförfattare som till exempel Moa Martinson och Ivar Lo-Johansson.
Exempel på kulturskatter:
- En av de mest kända skulpturerna på Bommersvik är Arne Jones "Katedral" som också återfinns i Bommersviks logotyp.
- "Fackeltåg" av konstnären Eric Johnsson. SSU fick den som gåva 1937 som sympatiåtgärd. Eric hade bland annat tvingats fly från Nazityskland. SSU kritiserade nazisterna i Tyskland långt innan moderpartiet gjorde det offentligt.
- Tage Erlander har betytt mycket för skolan och det finns många porträtt av honom av konstnärer som Bo Beskow, Stig Claesson och Willem De Geer.
- Den stora oljemålningen "Proletär kampvilja" av Albin Amelin som hänger i matsalen är också en gåva. Familjen Amelins ville att den skulle sitta på en plats där många sympatisörer kunde se den.
- En kopia av Carl Eldhs skulptur "Ungdom" finns som kopia vid entrén medan originalet är kvar på Nationalmuseet.
- Folke Allards akvarell "Bommersvik i sommarskrud" var också en gåva.
- "Ljus och stämning" av Gösta Werner var ett försök att bredda konsten och att gå ifrån den socialrealistiska konsttraditionen.
- Skulptören Willy Gordon gjorde "Mötet" i miniatyr och originalet finns på Östermalmstorg i Stockholm.
- Ely Maoz, känd konstnär från Chile, målade en tavla som finns på en yttervägg tillsammans med några SSU:are. Målningen heter "Alla folks frihet och hela världens fred". Som sympatiåtgärd eftersom SSU kritiserade diktaturen i Chile.

## Symbolvärde

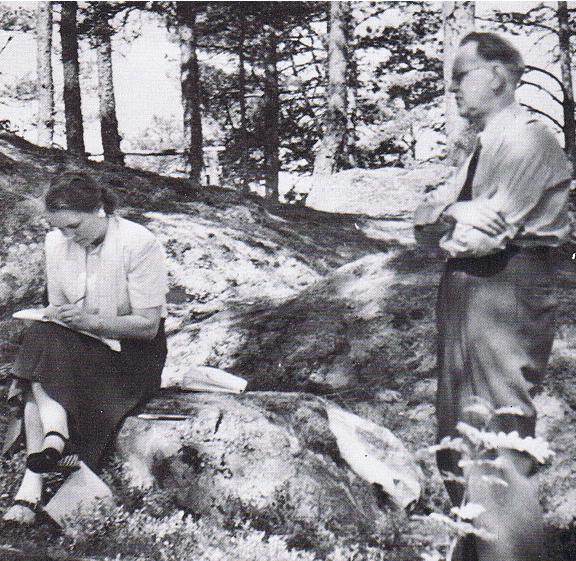
Tage Erlander dikterar i en skogsbacke på Bommersvik för sin sekreterare Maria Nyström

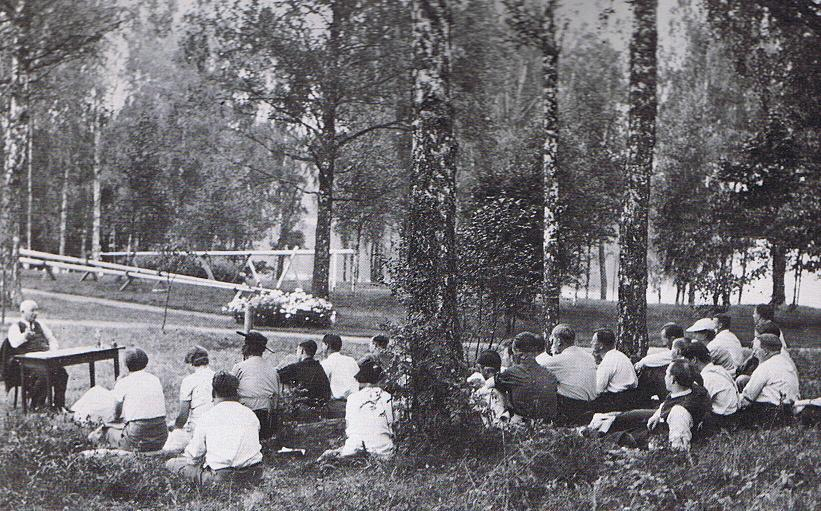
Per Albin Hansson föreläser på Bommersvik.

Bommersvik har ett högt symbolvärde för socialdemokratin och har blivit lite av ett Mecka för svenska socialdemokrater. Många väljer också att gifta sig på Bommersvik. Bland annat gifte sig Roger och Gerd Möller där 1978. Roger Möller blev senare föreståndare för skolan. Många stora socialdemokratiska ledare har varit på besök och av tradition förläggs många viktiga möten till Bommersvik. Exempelvis socialdemokraternas politik i ATP-frågan diskuterades fram på Bommersvik.
SSU:aren Lotta Axelsson förklarade Bommersvik så här: Bommersvik ger idéer, möjlighet till strosande i naturen och vila. Det är faktiskt lite av ett socialdemokratiskt samhälle, som man längtar tillbaka till.
Till Bommersvik kommer socialdemokratiska regeringar och statsministrar när de behöver inspiration. Till exempel åkte Ingvar Carlsson till Bommersvik efter mordet på Olof Palme för att i lugn och ro kunna förbereda presentationen av sin regering och regeringsförklaring. Ett annat exempel var 1985 då Olof Palme samlade regeringen på Bommersvik då landet skakades av en arbetsmarknadskonflikt.

## Internationella konferenser
Efter att byggnaden Milan hade byggts med tolkmöjligheter var det naturligt för Socialistinternationalen att förlägga konferenser till Bommersvik. Inför den Europeiska arbetarrörelsens konferens 1979 och 1985 samlade Palme de socialdemokratiska partiledarna. Stora namn inom socialdemokratin från andra länder har besökt Bommersvik: Shimon Peres (Israel), Neil Kinnock (England), Willy Brandt (Tyskland), Trygve Bratteli (Norge), Poul Nyrup Rasmussen (Danmark), Kalevi Sorsa (Finland), Mário Soares (Portugal), François Mitterrand (Frankrike) och Bruno Kreisky (Österrike) är några av alla välkända socialdemokrater som varit på Bommersvik.

## Byggnader

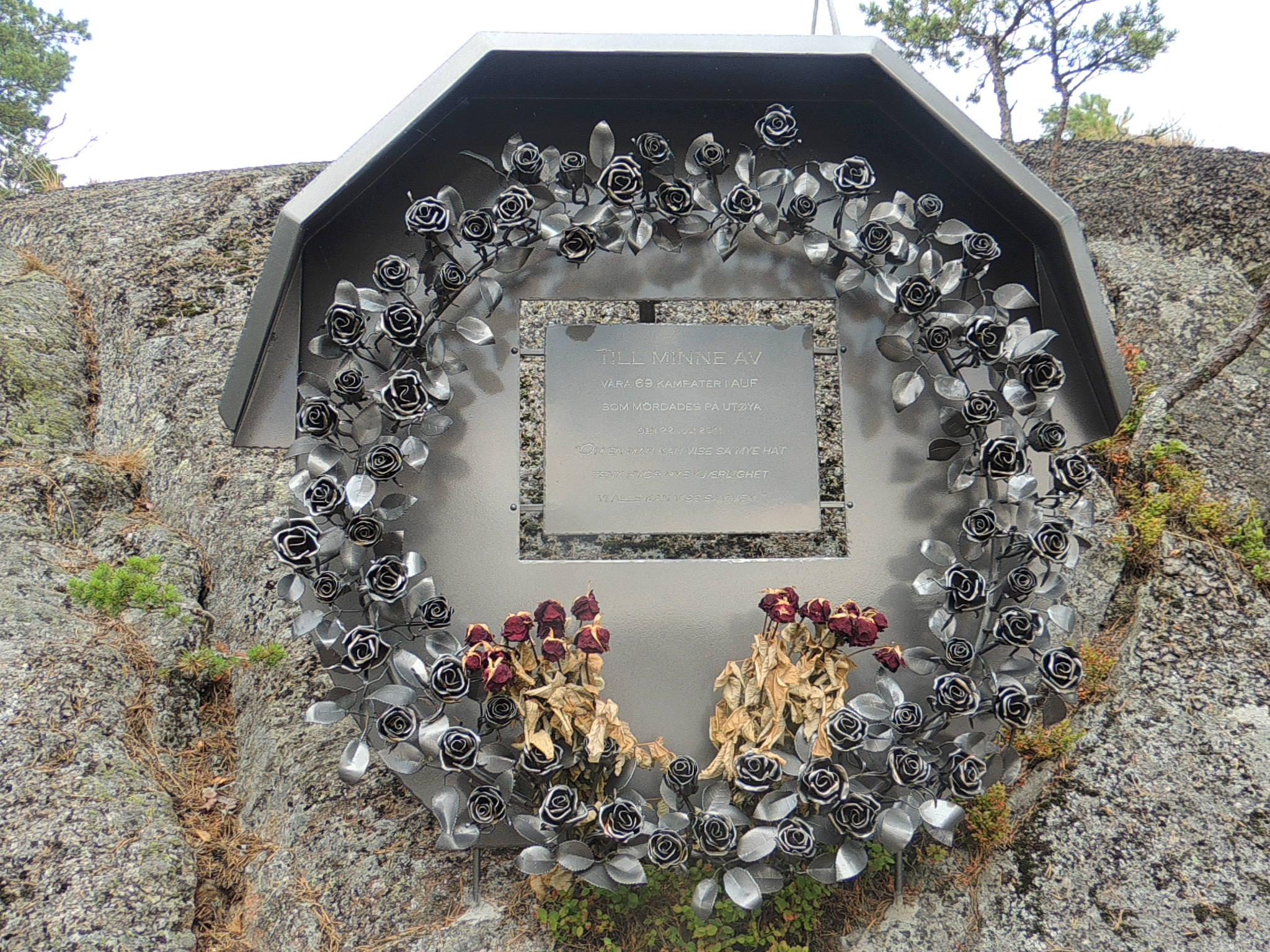
Monument på Bommersvik för de drabbade i Massakern på Utøya 2011.

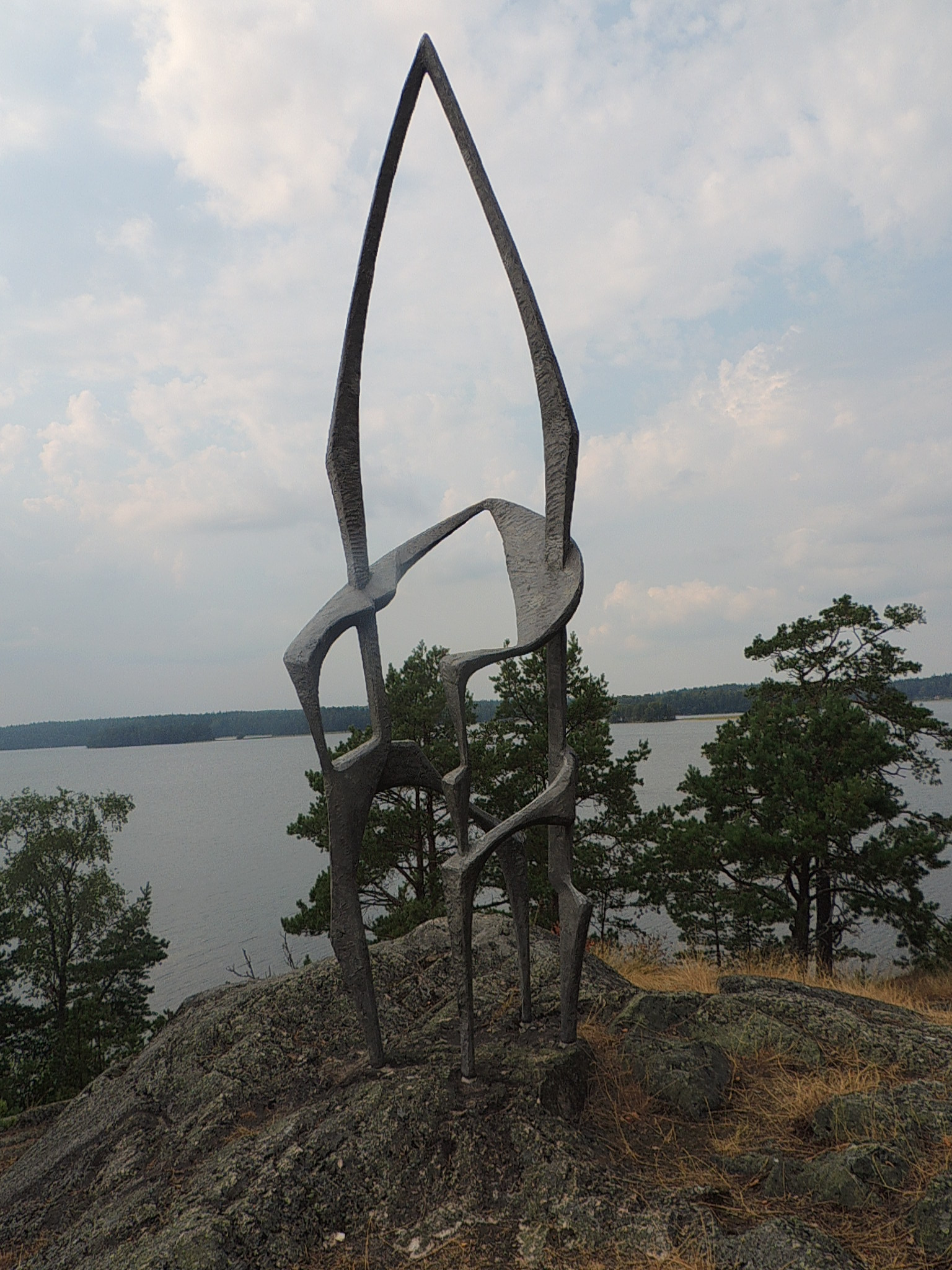
Bommersvik-statyn.

| År        | Byggnad                   | Funktion                                                    |
| 1864      | Trädgårdsmästarens bostad |                                                             |
| 1914-1915 | Herrgården                | Huvudbyggnaden                                              |
| 1915      | Lillstugan                | Har två rum, även kallad Lekstugan                          |
| 1934      | Sjö- och strandstugorna   |                                                             |
| 1939      | Gillet                    | Tidigare elevbostäder, numera enklare hotellrum             |
| 1943      | stugan                    | Maskintvättstuga i källaren och konferenslokal för smågrupp |
| 1946-1947 | Bastun                    |                                                             |
| 1949      | Föreståndarens villa      | Revs år 2009                                                |
| 1951-1952 | Textil                    | Tidigare elevbostad. Revs år 2011                           |
| 1958-1959 | Höjden                    | Tidigare personalbostad. Revs 2012                          |
| 1962-1963 | Smedjan                   | Föreläsningsal                                              |
| 1962-1963 | Studiegården              | 9 grupprum och konferenslokal                               |
| 1962-1963 | Hyttan                    | Hotellrum och konferenslokal                                |
| 1967      | Skogsvillan               | 3                                                           |
| 1970      | Erlandervillan            | Tage Erlander fick en villa på Bommersvik som gåva          |
| 1972      | Matsal och reception      |                                                             |
| 1977      | Barnstuga                 | Sällskapsrum, där barnpassning tidigare erbjöds             |
| 1978      | Milan                     | Föreläsningsal med tolkmöjligheter, grupprum och hotellrum  |